# F1 Tornado
F1 Tornado (ook wel F1 Tornado Simulator) is een computerspel dat werd ontwikkeld door Wahid Khan en uitgegeven door Zeppelin Games. Het spel werd in 1990 uitgebracht voor de ZX Spectrum. Later volgde andere populaire homecomputers uit die tijd. Het speltype is horizontaal scrollende Shoot 'em up.

## Platforms
| platform | jaar             |
| -------- | ---------------- |
| 1990     | ZX Spectrum      |
| 1991     | Amstrad CPC, C64 |
| 1992     | Amiga            |

## Ontvangst
| Beoordeeld door | Jaar | Platform    | Score |
| --------------- | ---- | ----------- | ----- |
| ZZap!64         | 1992 | C64         | 83%   |
| Your Sinclair   | 1991 | ZX Spectrum | 72%   |
| Amiga Format    | 1992 | Amiga       | 47%   |